# Surrey (circonscription britanno-colombienne)
Pour les articles homonymes, voir Surrey.
Circonscription électorale provinciale du Canada
Surrey est une ancienne circonscription provinciale de la Colombie-Britannique représentée à l'Assemblée législative de la Colombie-Britannique de 1966 à 1986.

## Géographie
La circonscription représentait la ville de Surrey dans la région de Vancouver.

## Liste des députés
1966-1979
| Législature | Années    | Député | Député              | Parti         |
| Surrey      | Surrey    | Surrey | Surrey              | Surrey        |
| ----------- | --------- | ------ | ------------------- | ------------- |
| 28e         | 1966–1969 |        | Ernest Hall         | Néo-démocrate |
| 29e         | 1969–1972 |        | Ernest Hall         | Néo-démocrate |
| 30e         | 1972–1975 |        | Ernest Hall         | Néo-démocrate |
| 31e         | 1975–1979 |        | William Vander Zalm | Créditiste    |

1979-1986
| Législature                                                                                          | Années    | Député | Député              | Parti      | Député                 | Député      | Parti         |
| --- | --------- | ------ | ------------------- | ---------- | ---------------------- | ----------- | ------------- |
| 32e                                                                                                  | 1979–1983 |        | William Vander Zalm | Créditiste |                        | Ernest Hall | Néo-démocrate |
| 33e                                                                                                  | 1983–1986 |        | William Vander Zalm | Créditiste | Rita Margaret Johnston | Créditiste  |               |
| Circonscription abolie, voir Surrey-Newton, Surrey-Guildford-Whalley et Surrey-White Rock-Cloverdale |           |        |                     |            |                        |             |               |

## Résultats électoraux
1979-1986
1966-1979